# Any Road
«Any Road» — песня Джорджа Харрисона, вышедшая в 2002 году как первый трек на посмертном альбоме музыканта Brainwashed. Харрисон написал песню в 1988 году во время съёмок музыкального видео для альбома Cloud Nine. 12 мая 2003 года песня вышла в виде сингла в Великобритании, поднявшись до 37-й позиции в британских чартах.

## Список композиций
- 7" R6601, CD CDRS6601

1. «Any Road» — 3:49
2. «Marwa Blues» — 3:40
3. «Any Road» (видео) — только на CD